# Mühlensee (Oberkrämer)

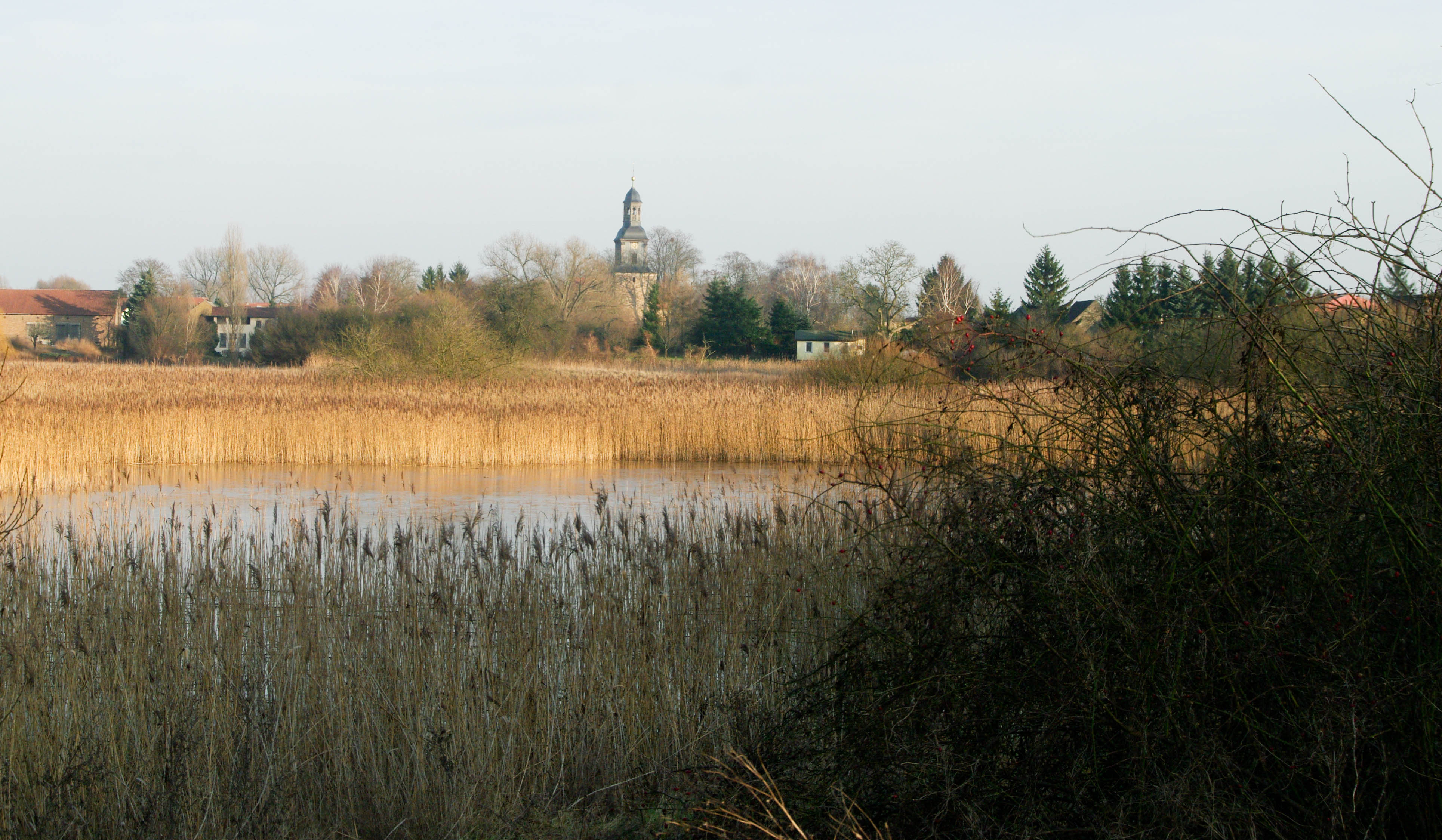
Mühlensee bei der Dorfkirche Vehlefanz

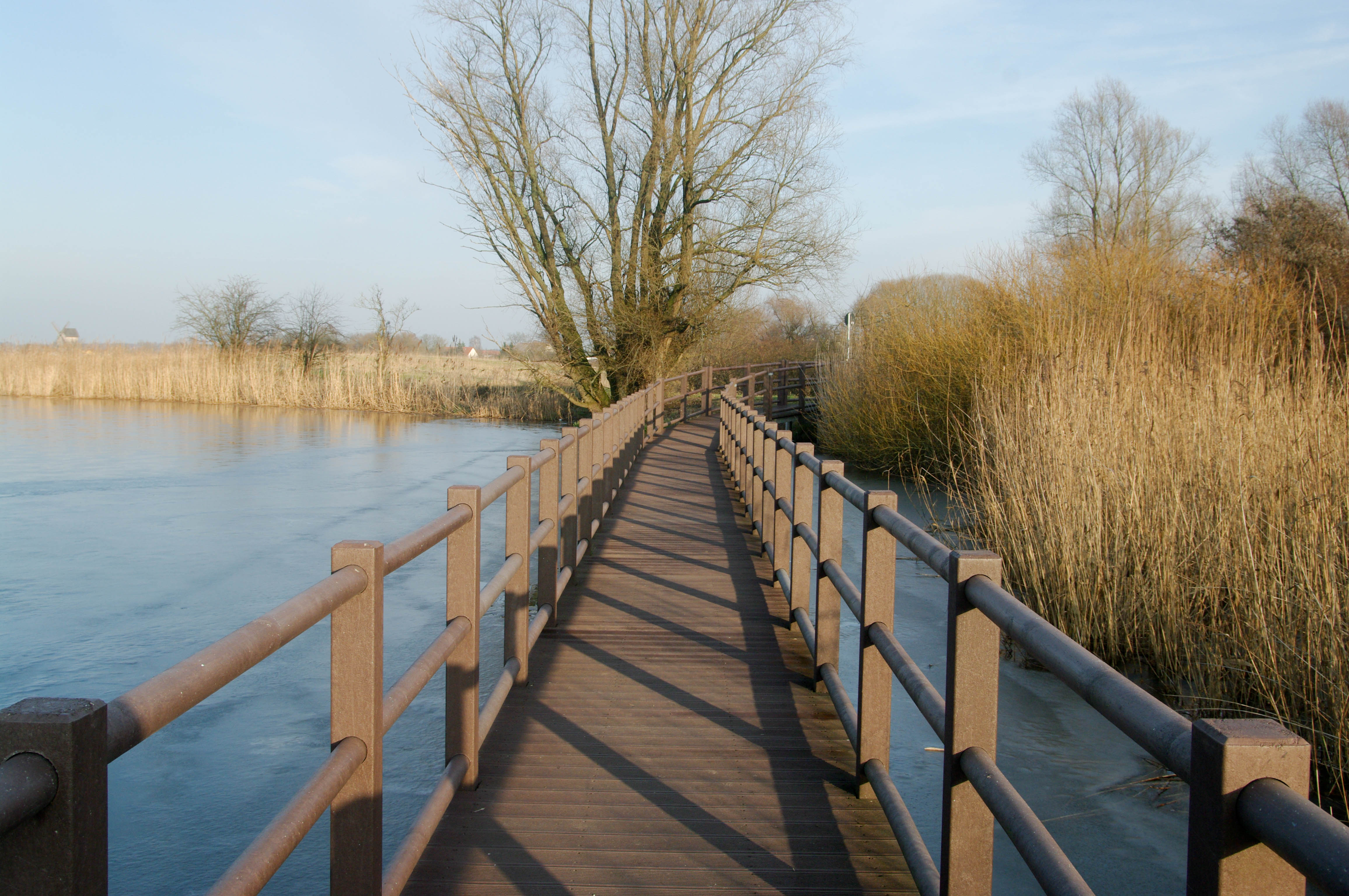
Neu gebauter Steg über den Mühlensee

Der Mühlensee ist ein 51,4 Hektar großer künstlicher See in der Gemeinde Oberkrämer im brandenburgischen Landkreis Oberhavel. Der See wurde 1979 aufgestaut, um die Gegend für die landwirtschaftliche Nutzung zu bewässern. Seit Anfang der 1990er Jahre ist er Teil des Landschaftsschutzgebietes Nauen-Brieselang-Krämer.

## Lage
Der See liegt im Ländchen Glien in der Gemeinde Oberkrämer zwischen den Ortsteilen Vehlefanz, Schwante und Neu-Vehlefanz. Vom See umgeben ist der Weinberg in Vehlefanz, auf dem noch bis ins 19. Jahrhundert Wein angebaut wurde.
Gespeist wird der See durch den Koppel- und den Hörstegraben. Er ist ein kalkreicher, geschichteter See mit einem relativ großen Einzugsgebiet von 33 km².

## Trophische und chemische Charakteristik
Der Steckbrief nach der EG-Wasserrahmenrichtlinie bescheinigt dem Mühlensee 2017 einen ökologischen Zustand von 5 („schlecht“) auf einer fünfstufigen Skala. Die Qualitätskomponenten Makrophyten/Diatomeen weisen den Wert 4, Phytoplankton den Wert 5 auf. Der chemische Zustand wird mit 3 („mäßig“) bewertet. Der LAWA-Trophieindex lag 2014 bei 4,7. Damit war der See schwach hypertroph.

## Nutzung
Nachdem der landwirtschaftliche Großbetrieb in Oberkrämer in den 1970er Jahren verstärkt Obst und Gemüse anbaute, machte dies intensivere Landwirtschaft nötig. Insbesondere mussten die Anlagen stärker bewässert werden als vorher. Um diese Bewässerung sicherzustellen, entstand zwischen Vehlefanz und Schwante der Mühlensee. Neben der Bewässerung für landwirtschaftliche Zwecke, vor allem des Betriebs Schwanteland, dient der See heute als Naherholungs- und Angelgebiet. Fische, auf die geangelt wird, sind Hecht, Karpfen, Zander und Aal. Am See kommen Biber und Otter vor. Baden ist aufgrund der Phosphor- und Nitratbelastung im See allerdings nicht ratsam.
Zwischen 2011 und 2014 bauten öffentliche Träger einen Rundweg um den See. Da es teilweise nicht möglich war, das Ufer zu benutzen, liegt ein Teil des Wegs auf mehreren Stegen, die bis zu 190 Meter lang sind. Die Stege gehen mitten durch das Wasser, da sie auf dem Land der Gemeinde errichtet wurden, nachdem nicht alle Eigentümer des Ufers der Bebauung zugestimmt hatten. An der Bockwindmühle in Vehlefanz entsteht zudem ein Servicegebäude, das unter anderem Toiletten und Seminarräume für Schulklassen haben soll.
Jährlich campen Teilnehmer aus ganz Deutschland am See, die am Sommerlager der evangelisch-freikirchlichen Gemeinde teilnehmen.